# Charles Louis Bretagne de La Trémoille

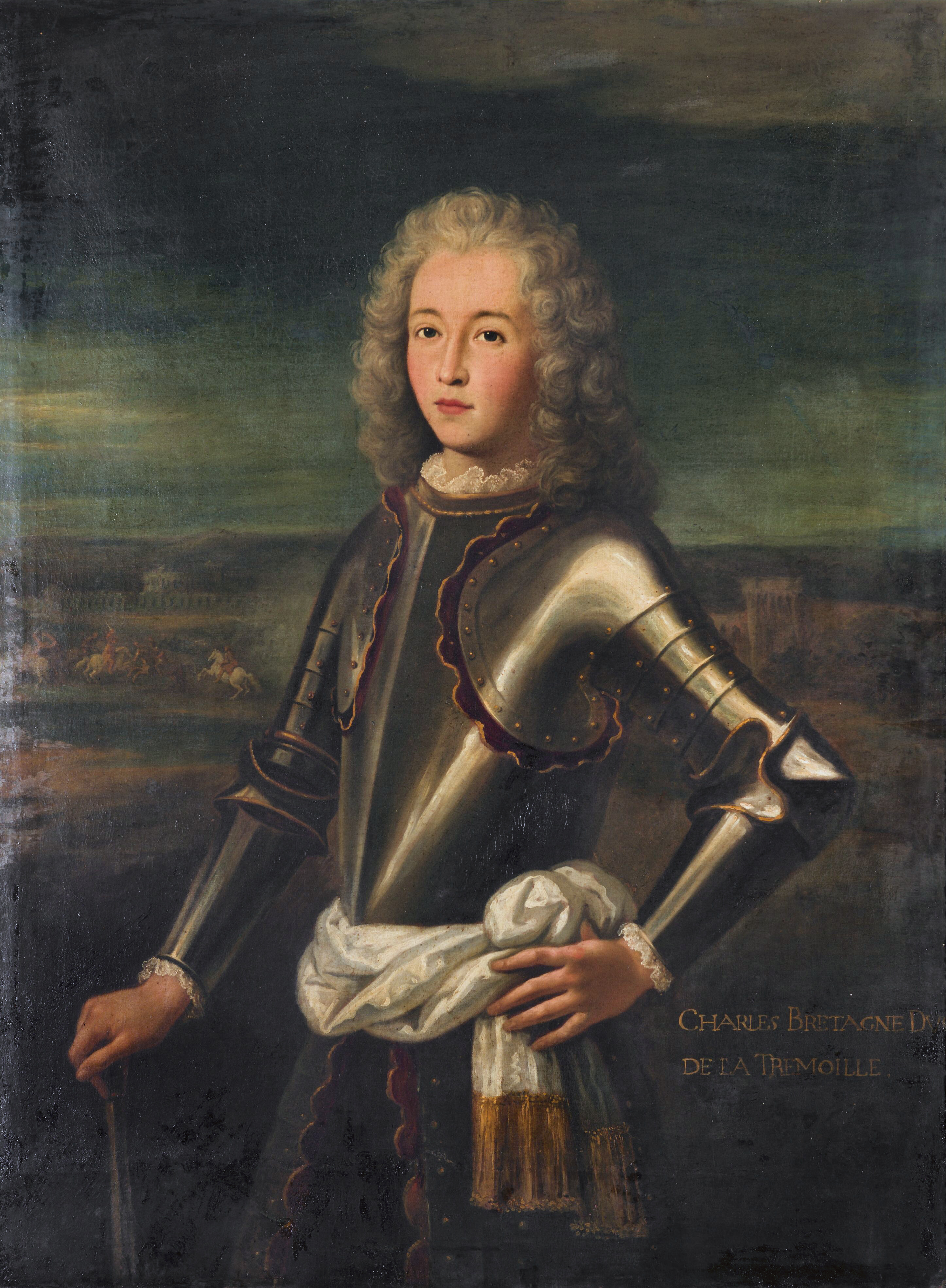
Charles Louis Bretagne de La Trémoille, Duc de Thouars, Anonym, 1. Viertel des 18. Jahrhunderts

Charles Louis Bretagne de la Trémoïlle (* 15. März 1683 in Paris; † 9. Oktober 1719 ebenda) war Herzog von La Trémoille (1709), Herzog von Thouars, Fürst von Tarent, Graf von Laval und Montfort, Pair von Frankreich

## Leben
Charles Louis Bretagne de La Trémoille war der Sohn von Charles Belgique Hollande de La Trémoille und Madeleine de Créquy. Er war der Enkel von Charles III. de Créquy.
Am 13. April 1706 heiratete er Marie-Madeleine Motier, Marquise de La Fayette (* 1691/92; † 6. Juli 1717, 25 Jahre alt), Tochter von René-Armand Motier, Marquis de La Fayette, und Jeanne Marie Madeleine de Marillac. Sie war die Enkelin von Marie-Madeleine de La Fayette, der Autorin von  Die Prinzessin von Clèves
Er schlug eine militärische Laufbahn ein. Im Januar 1709 war er Brigadier der Kavallerie, im Februar 1719 Maréchal de camp. Zudem war er Premier Gentilhomme de la Chambre du Roi (Juni 1709) und Gouverneur von Thouars (Juli 1709).
Durch sein Testament vom 11. Juni 1692 hatte Marie-Madeleines Vater seinem Cousin Charles Motier de Champetieres, Baron de Vissac, und dessen männlichen Nachkommen den Namen und das Eigentum der Familie Lafayette vermacht und ihn damit an die Stelle seiner Tochter Marie-Madeleine eingesetzt, der er lediglich die Nutznießung von Lafayette ließ. Dem Beispiel ihres Vaters folgend, übertrug Marie-Madeleine mit ihrem Testament vom 3. Juli 1717 Lafayette ihrem Großcousin Jacques-Roch Motier, zu der Zeit sechs Jahre alt, dessen späterer Neffe Marie-Joseph Motier, Marquis de La Fayette im Amerikanischen Unabhängigkeitskrieg kämpfte und auch in der Revolution eine Rolle spielte.
Charles Louis Bretagne de La Trémoille und Marie-Madeleine Motier hatten einen Sohn:
- Charles Armand René de La Trémoïlle (* 14. Januar 1708 Paris; † 23. Mai 1741[3]), Herzog von La Trémoille und Thouars, Pair von Frankreich, Premier Gentilhomme de la Chambre du Roi ; ⚭ 27. Januar 1725[4] Marie Hortense Victoire de La Tour d’Auvergne (* 27. Januar 1704[5]; † 1788), Tochter von Emmanuel Théodose de La Tour d’Auvergne, duc de Bouillon